# Grobowiec Gustawa Geyera
Grobowiec Gustawa Geyera – monumentalne mauzoleum na Starym Cmentarzu w Łodzi. Powstało w 1912 roku i zostało wykonane z cennych kamieni, zajmując kwadrat o 11-metrowym boku.
Oprócz Gustawa Geyera, grobowcu pochowani zostali jego członkowie rodziny, m.in. synowie: Robert Geyer i Gustaw Wilhelm Geyer, a także zięć Adolf Tochtermann.